# La Notte di San Lorenzo
La Notte di San Lorenzo es una película dramática bélica de fantasía italiana de 1982 dirigida por Paolo Taviani y Vittorio Taviani. Fue escrito por Giuliani G. De Negri, Paolo Taviani, Tonino Guerra y Vittorio Taviani. Se inscribió en el Festival de Cine de Cannes de 1982, donde ganó el Gran Premio Especial del Jurado. La película fue seleccionada por Italia como su entrada a la Mejor película en lengua extranjera en la 55.ª edición de los Premios Óscar, pero no fue nominada.

## Argumento
La película comienza con una madre que le cuenta a su hijo dormido una historia de su infancia. La historia cuenta cómo los deseos se hacen realidad cuando aparece una estrella fugaz. Ella procede a contar la historia de la ciudad italiana en la que una vez vivió. Un hombre y su prometida embarazada se casan rápidamente en la iglesia. Después de su matrimonio, la familia de la novia tuvo una mini celebración. La película sigue a varios habitantes de un pueblo italiano durante el final de la Segunda Guerra Mundial. La derrota es segura para el ejército alemán, y el frente se retira a Alemania, dejando un rastro de destrucción a su paso. Los alemanes planean volar varios edificios en el pueblo y han dicho a todos los aldeanos que se congreguen en la iglesia del pueblo. Aproximadamente la mitad del pueblo decide quedarse y depositar su confianza en la iglesia. El resto del pueblo se viste con ropa oscura para camuflarse en la noche. El hombre se unió al grupo en retirada mientras su esposa y su madre permanecían en la iglesia. Se dirigen a buscar a los estadounidenses que se rumorea que están cerca, liberando pueblos a medida que se acercan a ellos.
El obispo quiere decir misa con la gente del pueblo en la iglesia. Encuentra sólo dos piezas de pan para la comunión. Una de las personas del pueblo menciona que tiene una barra de pan. El obispo le pide a ella y al resto de la congregación que se dividan el pan para que él pueda bendecirlo y usarlo en lugar de la hostia estándar. Mientras realiza la comunión, los fascistas explotan una bomba en la iglesia, lo que provoca pánico, personas que huyen y muchas bajas. Se ve a una niña herida siendo llevada afuera por su madre. Era la esposa del hombre. El obispo intenta ayudar a llevar a la mujer, pero cuando se da cuenta de que él causó las muertes, la deja caer y huye. Mientras la madre continúa cargándola, el esposo regresa de su grupo para estar con su esposa, pero es demasiado tarde para salvarla.
El hombre regresa a su grupo y continúan su viaje. Pasan por un campo donde los partisanos están cosechando el grano. Los partisanos comparten sus quejas de que están reemplazando el grano robado por los fascistas. El grupo había aprendido en el camino que los partisanos pueden ayudar a transportar a la gente de manera segura a una ciudad lejos de los fascistas. El grupo ayuda a los partisanos a cosechar grano. Durante el día, el grupo debe esconderse de los aviones alemanes que sobrevuelan al mediodía mientras trillan. Cecilia, quien cuenta esta historia, revela que, en esa noche, ocurrieron las estrellas fugaces, pero la gente estaba tan atrapada en el dolor y el miedo que se olvidaron por completo. En la tarde del día siguiente, el grupo es emboscado por fascistas. Durante la emboscada, la mayoría del grupo muere. Cecilia ve a un fascista matar a su abuelo y a su madre. Cuando el fascista persigue a Cecilia, ella repite una rima sin sentido que su madre le había enseñado a decir cada vez que tenía miedo. Mientras dice las líneas, aparece un antiguo guerrero con una lanza y un escudo. El guerrero lanza la lanza y atraviesa el pecho del fascista. Cuando el fascista mira hacia arriba sorprendido, aparece una línea de guerreros antiguos y lanzan sus lanzas, matando al fascista
El hombre, Cecilia y algunos otros miembros del grupo sobreviven a la pelea y continúan su viaje. Esa noche, Galvano, el anciano líder del grupo y una mujer mayor del grupo comparten una habitación, lo que los lleva a revelar que han tenido sentimientos el uno por el otro desde que eran jóvenes.
La madre le dice a su hijo dormido que recuerde las líneas de la rima, luego se revela que la madre es Cecilia, la niña de la historia.

## Reparto
- Omero Antonutti como Galvano
- Margarita Lozano como Concetta
- Claudio Bigagli como Corrado
- Miriam Guidelli como Belindia
- Massimo Bonetti como Nicola
- Enrica Maria Modugno como Mara
- Sabina Vannucchi como Rosanna
- Giorgio Naddi como Obispo
- Renata Zamengo como La Scardigli
- Micol Guidelli como Cecilia
- Massimo Sarchielli como Padre Marmugi
- Giovanni Guidelli como Marmugi Joven
- Mario Spallino como Bruno
- Paolo Hendel como Dilvo

## Recepción
La película recibió una crítica entusiasta en The New Yorker por parte de la crítica Pauline Kael, quien escribió: "La noche de las estrellas fugaces es tan buena que es emocionante. Esta nueva película abarca una visión del mundo. Comedia, tragedia, vodevil, melodrama. - están todos aquí, y son inseparables... En su sentimiento y plenitud, Shooting Stars puede estar cerca del rango de la desconcertantemente hermosa Grande Illusion de Jean Renoir... la irrealidad no parece divorciada de la experiencia (como lo hace con Fellini) - es una experiencia más intensa... Para los Tavianis, como para Cecilia, la búsqueda de los libertadores estadounidenses es el momento de sus vidas. Para una audiencia estadounidense, la película despierta recuerdos cálidos pero atormentadores de una época en la que éramos amados. y eran un pueblo lleno de esperanza".
En julio de 2018, fue seleccionada para ser proyectada en la sección Venice Classics en la 75.ª edición del Festival Internacional de Cine de Venecia.

## Banda sonora
- Richard Wagner, "O Star of Eve" de Tannhäuser[6]